# Octonoba bicornuta
Espèce
Octonoba bicornuta est une espèce d'araignées aranéomorphes de la famille des Uloboridae.

## Distribution
Cette espèce est endémique de Corée du Sud. Elle se rencontre dans le district de Bonghwa.

## Description
La femelle holotype mesure 6,10 mm.

## Publication originale
- Seo, 2018 : New species and records of the spider families Pholcidae, Uloboridae, Linyphiidae, Theridiidae, Phrurolithidae, and Thomisidae (Araneae) from Korea. Journal of Species Research, vol. 7, no 4, p. 251-290.